# Triumph De Luxe 6 S
De Triumph De Luxe 6 S was een 600cc-motorfiets die het Britse merk Triumph produceerde van 1937 tot 1939.

## Voorgeschiedenis

### Val Page
In 1932 was ontwerper/constructeur Val Page van Ariel overgekomen naar Triumph. Page was bij Ariel hoofdconstructeur en gaf daar leiding aan Edward Turner en de jonge Bert Hopwood. Page vernieuwde alle modellen van Triumph, onder meer door ze van nieuwe dubbele wiegframes te voorzien en het oliereservoir van het carter naar een tank onder het zadel te verplaatsen. Hij bouwde 250-, 350-, 500- en 550cc-eencilinders en de eerste tweecilinder: het Triumph Model 6/1 met een 650cc-paralleltwin-motor. Dit was op dat moment, met 77 pond, de duurste motorfiets op de Britse markt, maar ze werd aanbevolen als sportieve zijspantrekker terwijl de zijspanrijders veel goedkopere alternatieven bij andere merken en - met het Triumph Model 5/1 - ook bij Triumph zelf vonden. Daar kwam nog bij dat de zijspanverkopen terugliepen door het verschijnen van kleine auto's. Het Model 6/1, dat toch ook een goede sportmotor was als het solo werd gebruikt, werd een flop.

### Edward Turner en Bert Hopwood
In 1936 verkocht directeur Claude Vivian Holbrook de motorfietsproductie van Triumph aan de eigenaar van Ariel, Jack Sangster. Sangster benoemde Edward Turner tot directeur en Bert Hopwood werd zijn constructeur. Val Page werd dus overtollig en verhuisde naar BSA. Al zijn modellen werden herzien. Turner en Hopwood bouwden de sportieve 250-, 350- en 500cc-Triumph Tiger 70, 80 en 90 en hun tammere versies, de 250cc-Triumph De Luxe 2 H, Triumph De Luxe 3 H, Triumph De Luxe 3 S en Triumph De Luxe 5 H, waarbij de "H" stond voor OverHead valves (kopkleppen) en "S" voor Side Valves (zijkleppen).

## Triumph De Luxe 6 S
Met de Triumph De Luxe 6 S brachten Turner en Hopwood weer een tamelijk gewone zijspantrekker met zijklepmotor terug. Het was feitelijk een sterkere uitvoering van het 550cc-Model 5/1. Door de slag te verlengen van 99 naar 108 mm kwam de cilinderinhoud op 598,5 cc. Ze was met haar prijs van 61 pond veel goedkoper dan het Model 6/1, maar had toch een uitgebreid instrumentenpaneel met ampèremeter, contact-, licht-, en groot / dimlichtschakelaar op de verchroomde tank, Lucas-elektrische verlichting en een snelheidsmeter op het stuur. Het kastje voor het boordgereedschap zat niet meer aan de bovenkant van het achterspatbord, maar tussen de buizen van het achterframe. Op het kettingschermpje zat een bandenpomp.

### Motor
De motor was een dwarsgeplaatste, luchtgekoelde staande eencilinderzijklepper. De boring bedroeg 84 mm, de slag 108 mm, de cilinderinhoud 498,5 cc en de compressieverhouding 5,6:1. De motor leverde 18 pk bij 4.800 tpm. De kleppen zaten aan de rechterkant, afgedekt door een metalen plaatje. De magdyno, een combinatie van ontstekingsmagneet en dynamo, zat achter de cilinder, aangedreven door een tandwieltrein. De machine had een dry-sump-smeersysteem en de carburateur werd geleverd door Amal.

### Transmissie
Op het linker uiteinde van de krukas zat een schroefveer-transmissiedemper en het voorste tandwiel van de primaire ketting, die in een oliebad draaide. Zij dreef een meervoudige natte plaatkoppeling en de voetgeschakelde vierversnellingsbak met kickstarter aan. Het achterwiel werd aangedreven door een ketting aan de linkerkant. De machines voor zijspangebruik kregen een kortere overbrengingsverhouding, die werd gerealiseerd in de primaire aandrijving, want die kreeg een iets kortere ketting omdat het tweede tandwiel iets kleiner was.

### Rijwielgedeelte
Alle Turner/Hopwood-modellen kregen een nieuw frame, een semi-dubbel wiegframe waarbij een enkele buis van het balhoofd naar de voor/onderkant van het motorblok liep waar ze werd gesplitst in twee afzonderlijke buizen. De voorvork was een girder met een enkele centrale veer, een frictie-stuurdemper en een frictie-schokdemper. Achtervering was er niet. Voor en achter zaten 7 inch-trommelremmen.

## Einde productie
De productie van de Triumph De Luxe 6 S eindigde in 1939. Triumph had op dat moment al de sensationele Speed Twin uitgebracht en was bovendien druk bezig met de ontwikkeling en productie van modellen voor het War Office. Na de Tweede Wereldoorlog leverde Triumph helemaal geen zijkleppers meer en ook geen speciale zijspantrekkers. Het richtte zich volledig op de paralleltwins.